# أنجيلا لامبرت
أنجيلا لامبرت (بالإنجليزية: Angela Lambert)‏‏ (14 أبريل 1940 - 26 سبتمبر 2007 ) روائية، وصحفية، وكاتِبة من المملكة المتحدة.